# Sundial Bridge
Die Sundial Bridge ist eine freitragende Schrägseilbrücke in der kalifornischen Stadt Redding. Sie überspannt in einer Länge von 213 Metern den Sacramento River und verbindet die beiderseits des Flusses gelegenen Teile des Turtle Bay Exploration Parks. Architekt der Brücke ist der Spanier Santiago Calatrava. Eröffnet wurde sie am 4. Juli 2004. Die Baukosten beliefen sich auf 23,5 Millionen US-Dollar.
Den Namen Sundial Bridge wählte die örtliche Tourismusbehörde, weil der ziemlich genau nach Norden geneigte Brücken-Pfeiler an einen Polstab einer Boden-Sonnenuhr erinnert.  Man brachte sogar Stunden-Markierungen auf dem Boden an und meinte, die größte Sonnenuhr der Welt (wie ein Slogan lautet) geschaffen zu haben. Diese Uhr ist jedoch aus prinzipiellen Gründen die meiste Zeit im Jahr nicht brauchbar, da der Pfeiler nicht die richtige Neigung hat. Er müsste noch schräger stehen, nämlich nur 40,6° (geographische Breite von Redding) anstatt 49° über Horizont. Die Uhr ließ sich nur für die Sommersonnenwende einrichten (grundsätzlich wären zwei beliebige Tage zwischen den Sonnenwenden ohne prinzipiellen Fehler möglich gewesen). Zur Anzeige kann außerdem nur der Schatten vom unteren Teil des 66 Meter langen Pfeilers verwendet werden. Der Schatten vom  oberen Teil ist unscharf, sowohl von der Kante als auch von der Spitze.